# Cerne
Cerne è un cognome di lingua italiana.

## Varianti
Cerna, Cernaz, Cerni, Cernic, Cernich.

## Origine e diffusione
Cognome tipicamente friulano, è presente prevalentemente nel triestino.
Potrebbe derivare da alcuni prenomi slavi. È affine al cognome Neri.